# Cyttidae
Famille
Les Cyttidae sont une famille de poissons de l'ordre des Zeiformes.

## Systématique
La famille des Cyttidae est attribuée, en 1860, au zoologiste allemand Albert Günther (1830-1914).

## Habitat et environnement
Cette famille comme la plupart des Cyttoidei et des Zeiformes, vit dans les milieux abyssaux. C'est une des raisons de la méconnaissance des Cyttoidei et des Zeiformes. Les avancées scientifiques dans les véhicules sous-marins téléguidés permet de mieux en mieux étudier la biologie des profondeurs marines.

## Distribution
Distribué de l'océan Indien-Ouest et du Sud-est de l'Atlantique de l'Afrique du Sud jusqu'au large de l'Australie et de la Nouvelle-Zélande.

## Liste des genres et espèces
Selon World Register of Marine Species (15 juin 2022) :
- genre Cyttus Günther, 1860
  - Cyttus australis (Richardson, 1843)
  - Cyttus novaezealandiae (Arthur, 1885)
  - Cyttus traversi Hutton, 1872